# مصر، شهرستان وارتون، تگزاس
مصر (به انگلیسی: Egypt) یک منطقهٔ مسکونی در ایالات متحده آمریکا است که در شهرستان وارتون، تگزاس واقع شده‌است. مصر ۳۹٫۹۳ متر بالاتر از سطح دریا واقع شده‌است.